# Frédéric Bourdin
Frédéric Bourdin (Nanterre, Altos del Sena, 13 de junio de 1974) es un impostor reincidente francés apodado por la prensa como «El Camaleón». Comenzó sus fechorías cuando era niño y asegura haber asumido, al menos, quinientas identidades falsas, tres de las cuales han pertenecido a adolescentes reales desaparecidos.

## Biografía
Bourdin nació en Nanterre, Altos del Sena, Francia, el 13 de junio de 1974, siendo producto de un amorío entre una adolescente Francesa de 17 años, y un hombre argelino llamado Kaci. 
Según lo que Frederic contó en el documental El impostor, su abuelo materno era un hombre muy racista, que decía abiertamente que habría que bombardear a los árabes con armas químicas, y que las personas negras, eran monos, por lo que, cuando sé enteró que él vástago que su hija esperaba, era de un árabe, la alentó A practicarse un aborto médico, cosa que no hizo, dando A luz A Frederic.
Su padre nunca hizo parte de su crianza, mientras que su madre, aunque presente en parte En ella, fue sumamente negligente. Constantemente gustaba de atormentar A Frederic, ya sea fingiendo estar enferma, O simulando suicidarse, sólo para asustarlo.
A causa de todo esto, Frederic vivió con sus abuelos maternos durante gran parte de su niñez en Nantes, pero como la situación allí no era muy diferente, huyó a París siendo un adolescente, pasando toda ésa etapa en numerosos orfanatos.
Estando en éstos lugares, demostraría una gran inteligencia en áreas como la música, el baile, (haciendo coreografías excelentes de Michael Jackson), Y sé desarrollaría como un políglota, manejando perfectamente el: inglés, español, alemán, italiano, eslovaco Y latín.
Él 13 de junio de 1992, Frederic, de adulto bautizado como "El Peter Pan de la vida real", O "El Camaleón ", cumplió 18 años, su peor pesadilla. Había vivido toda su vida en orfanatos, Y de repente, ya no podía estar más en ellos.
A está edad, sé tiene registro de que, en su natal Francia, sé hizo pasar por un niño sordomudo, Y sé sentó en la calle A pedir monedas, hasta que los bomberos Lo rescataron.
A partir de ahí, empezaría un periodo imparable, en el que inventó docenas de identidades falsas, pasando por países como: Bélgica, Reino Unido, Italia, Dinamarca, Bosnia, Suiza, etc.
Él Modus operandi, era siempre hacerse pasar por un niño abandonado O maltratado, para generar compasión en los demás. Una vez hecho esto, Le inventaba un nombre, una historia lo suficientemente conmovedora para los demás, y Lo suficientemente realista para el, Y cambiaba su aspecto, depilándose, usando ropa infantil, y aprovechándose de su propia complexión física, (delgada y pequeña).
Poco A poco, iba sumando antecedentes en numerosos países por suplantación de identidad, empezando A hacerse conocer como "El Peter Pan de la vida real", llegando A hacer invitado A programas de televisión en la década del 80'.
Para finales de está década, acorralado por la constante persecución de la interpol, intento fingir su propia muerte, llamando al alcalde de Nantes desde Alemania, Y, haciéndose pasar por la policía de este país, diciendo que habían encontrado el cadáver de un ciudadano francés llamado Frederic Bourdin en Múnich, cosa que, Al no funcionar, optó por huir A España, llegando a Linares en el año 1996, donde tramaba su siguiente gran golpe.

## Imitaciones
En 1997, en Linares (Jaén) Bourdin tomó la identidad de Nicholas Barclay, un niño extraviado perteneciente a una familia de San Antonio, Texas. Nicholas, de entonces trece años, jugaba baloncesto con sus amigos el 13 de junio de 1994. Nicholas nunca llegó a casa y desde entonces se le perdió el rastro. Bourdin voló a los Estados Unidos y, a pesar de tener ojos marrones y acento francés, convenció a la familia de que era su hijo de ojos azules. Además aseguró haber escapado de una red de prostitución infantil.
Bourdin vivió casi cinco meses con la familia, hasta el 6 de marzo de 1998. A fines de 1997, un investigador privado local comenzó a sospechar de él mientras trabajaba con un equipo de televisión que había estado grabando a la familia. En febrero de 1998, el FBI obtuvo una orden judicial para registrar el ADN y las huellas dactilares del joven, las cuales confirmaron su verdadera identidad. En septiembre de 1998, en una corte federal de San Antonio, Bourdin se declaró culpable de portar un pasaporte fraudulento y perjurio. Estuvo en la cárcel por seis años, más del doble de lo que recomiendan las guías de sentencia.
Cuando Bourdin regresó de los Estados Unidos en el 2003, se mudó a Grenoble y asumió la identidad de Léo Balley, un adolescente francés de catorce años que se encontraba desaparecido desde 1996, pero las pruebas de ADN demostraron lo contrario. En agosto de 2004, se encontraba en España asegurando ser un joven llamado Rubén Sánchez Espinoza, cuya madre había fallecido en los atentados terroristas de Madrid de 2004. Cuando la policía descubrió la verdad, lo deportaron a Francia.
En junio de 2005, Bourdin se hizo pasar por Francisco Hernández Fernández, un huérfano español de quince años, logrando vivir un mes en el College Jean Monnet de Pau, Francia. Según él, sus padres habían muerto en un accidente automovilístico. Se vestía como adolescente, adoptó un estilo de caminar apropiado, cubrió su incipiente calvicie con una gorra y utilizó cremas depilatorias faciales. El 12 de junio, un maestro lo desenmascaró después de ver un programa de televisión sobre sus delitos. El 16 de septiembre, fue sentenciado a cuatro meses de prisión por posesión y uso de la identidad de Léo Balley.
De acuerdo a sus declaraciones en entrevistas, Bourdin solo buscaba el amor, el afecto y la atención que jamás recibió de niño, de hecho, en varias oportunidades fingió ser un huérfano.

## Vida privada
El 8 de agosto de 2007, Bourdin se casó con una mujer francesa llamada Isabelle tras un año de relación. Ambos son padres de tres niños.
Bourdin fue entrevistado en el 2008 por David Grann, un columnista de The New Yorker. Después de que Isabelle dio a luz a su tercer retoño, Bourdin contactó a Grann y le contó que se trataba de una niña. Entonces Grann le preguntó si se había convertido en una nueva persona ahora que era padre y esposo, a lo que Bourdin respondió: «No, este es quien soy».

## Frédéric Bourdin en los medios de comunicación
En el 2010, el caso de Nicholas Barclay fue llevado al cine con el título de The chameleon por el director y guionista francés Jean-Paul Salomé. Bourdin, llamado en la película como Fortin, fue interpretado por el actor canadiense Marc-André Grondin. El filme fue adaptado de Le caméléon, la biografía autorizada de Bourdin escrita por Christophe D'Antonio. La cinta fue estrenada en el Festival de Cine de Tribeca de 2010.
The imposter, un documental sobre la imitación de Bourdin a Nicholas Barclay, se estrenó en el Festival de Cine de Sundance, en enero de 2012.